# Badminton-Europameisterschaft 1994
Die 14. Badminton-Europameisterschaften fanden im Maaspoort Sports & Events in Den Bosch, Niederlande, zwischen dem 10. und 17. April 1994 statt. Sie wurden von der European Badminton Union und dem Nederlandse Badminton Bond ausgerichtet.

## Medaillengewinner
| Disziplin    | Gold                              | Silber                             | Bronze                               |
| ------------ | --------------------------------- | ---------------------------------- | ------------------------------------ |
| Herreneinzel | Poul-Erik Høyer Larsen            | Tomas Johansson                    | Jens Olsson                          |
| Herreneinzel | Poul-Erik Høyer Larsen            | Tomas Johansson                    | Anders Nielsen                       |
| Dameneinzel  | Lim Xiaoqing                      | Catrine Bengtsson                  | Christine Magnusson                  |
| Dameneinzel  | Lim Xiaoqing                      | Catrine Bengtsson                  | Pernille Nedergaard                  |
| Herrendoppel | Simon Archer Chris Hunt           | Andrei Antropow Nikolai Sujew      | Christian Jakobsen Jens Eriksen      |
| Herrendoppel | Simon Archer Chris Hunt           | Andrei Antropow Nikolai Sujew      | Henrik Svarrer Jim Laugesen          |
| Damendoppel  | Christine Magnusson Lim Xiaoqing  | Lisbet Stuer-Lauridsen Lotte Olsen | Gillian Clark Julie Bradbury         |
| Damendoppel  | Christine Magnusson Lim Xiaoqing  | Lisbet Stuer-Lauridsen Lotte Olsen | Erica van den Heuvel Maria Bengtsson |
| Mixed        | Michael Søgaard Catrine Bengtsson | Christian Jakobsen Lotte Olsen     | Pär-Gunnar Jönsson Maria Bengtsson   |
| Mixed        | Michael Søgaard Catrine Bengtsson | Christian Jakobsen Lotte Olsen     | Ron Michels Erica van den Heuvel     |
| Teams        | Schweden                          | Dänemark                           | England                              |

## Herreneinzel
- Søren B. Nielsen –  Jean-Frédéric Massias: 15-10 / 15-12
- Anders Nielsen –  Alexej Sidorov: 15-7 / 15-2
- Øystein Larsen –  Jacek Hankiewicz: 15-5 / 15-1
- Tomasz Mendrek –  Andreas Pichler: 15-3 / 15-0
- Jeroen van Dijk –  David Gilmour: 15-4 / 15-7
- Rémy Matthey de l’Etang –  Gyula Szalai: 15-4 / 15-3
- Volker Renzelmann –  Boris Kessov: 15-0 / 15-4
- Rikard Magnusson –  Lasse Lindelöf: 15-6 / 17-16
- Alexandr Tzygankov –  John Leung: 11-15 / 15-8 / 15-8
- Hannes Fuchs –  Bruce Topping: 15-7 / 15-4
- Michael Søgaard –  Broddi Kristjánsson: 6-15 / 15-5 / 15-2
- Thomas Johansson –  Pierre Pelupessy: 15-11 / 14-18 / 15-13
- Robert Liljequist –  Mustafa Babacan: 15-0 / 15-0
- Hans Sperre –  Detlef Poste: 15-7 / 15-2
- Sergey Melnikov –  Silvio Jurčić: 15-1 / 15-0
- Mikhail Korshuk –  Bruce Flockhart: 18-13 / 15-11
- Pedro Vanneste –  Fernando Silva: 5-15 / 15-7 / 18-14
- Jyri Aalto –  Ruud Kuijten: 9-15 / 15-9 / 18-15
- Peter Espersen –  Geraint Lewis: 15-2 / 15-4
- Colin Haughton –  Chris Rees: 18-13 / 15-4
- Etienne Thobois –  Aivaras Kvedarauskas: 15-10 / 15-3
- Vladislav Druzchenko –  Jürgen Koch: 15-5 / 10-15 / 15-2
- Jens Olsson –  Thomas Berger: 15-3 / 15-3
- Oliver Pongratz –  Graham Henderson: 15-0 / 15-1
- Thomas Wapp –  Florin Posteucă: 15-3 / 15-3
- Andrei Antropow –  Ondřej Lubas: 15-1 / 15-8
- Pontus Jäntti –  Theodoros Velkos: 15-4 / 15-2
- Erik Lia –  Guðmundur Adolfsson: 15-3 / 15-8
- Steve Butler –  Henrik Bengtsson: 13-18 / 15-5 / 15-10
- Dariusz Zięba –  Miha Košnik: 15-2 / 15-12
- Poul-Erik Høyer Larsen –  Árni Þór Hallgrímsson: 15-3 / 15-3
- Luigi Dalli Cardillo –  Peter Knowles: w.o.
- Anders Nielsen –  Søren B. Nielsen: 15-10 / 15-4
- Tomasz Mendrek –  Øystein Larsen: 14-17 / 15-8 / 15-5
- Jeroen van Dijk –  Rémy Matthey de l’Etang: 15-5 / 15-3
- Rikard Magnusson –  Volker Renzelmann: 15-1 / 15-3
- Alexandr Tzygankov –  Luigi Dalli Cardillo: 15-3 / 15-5
- Michael Søgaard –  Hannes Fuchs: 15-11 / 15-11
- Thomas Johansson –  Robert Liljequist: 11-15 / 15-9 / 15-10
- Hans Sperre –  Sergey Melnikov: 13-15 / 18-14 / 15-5
- Pedro Vanneste –  Mikhail Korshuk: 15-10 / 10-15 / 15-7
- Jyri Aalto –  Peter Espersen: 15-12 / 15-2
- Colin Haughton –  Etienne Thobois: 15-2 / 15-3
- Jens Olsson –  Vladislav Druzchenko: 15-6 / 15-6
- Oliver Pongratz –  Thomas Wapp: 15-3 / 18-13
- Pontus Jäntti –  Andrei Antropow: 12-15 / 15-8 / 15-6
- Steve Butler –  Erik Lia: 15-5 / 15-6
- Poul-Erik Høyer Larsen –  Dariusz Zięba: 15-4 / 15-6
- Anders Nielsen –  Tomasz Mendrek: 15-10 / 15-5
- Jeroen van Dijk –  Rikard Magnusson: 15-12 / 8-15 / 15-6
- Michael Søgaard –  Alexandr Tzygankov: 15-3 / 15-3
- Thomas Johansson –  Hans Sperre: 15-6 / 15-3
- Jyri Aalto –  Pedro Vanneste: 15-10 / 15-2
- Jens Olsson –  Colin Haughton: 15-1 / 15-5
- Oliver Pongratz –  Pontus Jäntti: 15-10 / 3-0
- Poul-Erik Høyer Larsen –  Steve Butler: 15-5 / 15-10
- Anders Nielsen –  Jeroen van Dijk: 15-9 / 14-18 / 15-8
- Thomas Johansson –  Michael Søgaard: 18-14 / 14-17 / 15-10
- Jens Olsson –  Jyri Aalto: 15-9 / 15-10
- Poul-Erik Høyer Larsen –  Oliver Pongratz: 15-4 / 15-9
- Thomas Johansson –  Anders Nielsen: 17-14 / 15-6
- Poul-Erik Høyer Larsen –  Jens Olsson: 15-9 / 15-9
- Poul-Erik Høyer Larsen –  Thomas Johansson: 15-9 / 15-5

## Dameneinzel
- Camilla Martin –  Carolien Glebbeek: 11-8 / 11-4
- Sonya McGinn –  Mateja Slatnar: 11-2 / 11-0
- Kelly Morgan –  Heidi Vranken: 11-2 / 11-0
- Vigdís Ásgeirsdóttir –  Nina Sarnesto: 11-8 / 3-11 / 11-4
- Catrine Bengtsson –  Verena Fastenbauer: 11-2 / 11-1
- Marina Yakusheva –  Christelle Mol: 11-0 / 11-0
- Irina Koloskova –  Emilia Dimitrova: 11-0 / 11-5
- Julia Mann –  Eva Lacinová: 11-2 / 11-3
- Christine Magnusson –  Gail Osborne: 11-0 / 11-1
- Nina Koho –  Daniela Timofte: 11-3 / 12-9
- Katarzyna Krasowska –  Tina Riedl: 11-7 / 11-0
- Irina Yakusheva –  Tove Hol: 11-3 / 11-3
- Suzanne Louis-Lane –  Diana Koleva: 11-6 / 11-0
- Anne Søndergaard –  Vlada Chernyavskaya: 10-12 / 11-7 / 11-7
- Jennifer Williamson –  Guðrún Júlíusdóttir: 11-2 / 11-0
- Astrid van der Knaap –  Anetha Stambolizska: 11-1 / 11-1
- Victoria Wright –  Gul Simsek: 11-0 / 11-1
- Anne Gibson –  Nicole Baldewein: 12-9 / 11-7
- Georgy van Soerland –  Diana Stadniková: 11-0 / 11-0
- Joanne Muggeridge –  Rachael Phipps: 11-1 / 11-4
- Silvia Albrecht –  Sissel Linderoth: 11-7 / 11-8
- Andrea Harsági –  Caroline Persyn: 11-5 / 11-3
- Astrid Crabo –  Sandrine Lefèvre: 11-6 / 11-4
- Pernille Nedergaard –  Andrea Jurčić: 11-1 / 11-1
- Sandra Dimbour –  Markéta Koudelková: 11-3 / 11-6
- Stefanie Müller –  Aileen Travers: 11-7 / 11-8
- Malin Virta –  Sylwia Rutkiewicz: 10-12 / 11-9 / 11-4
- Marina Andrievskaia –  Irina Serova: 7-11 / 11-1 / 11-3
- Alison Humby –  Birna Petersen: 11-1 / 11-3
- Monique Hoogland –  Beate Dejaco: 11-1 / 11-0
- Elena Nozdran –  Emma Duggan: 11-2 / 11-0
- Lim Xiaoqing –  Camilla Silwer: 11-0 / 11-0
- Camilla Martin –  Sonya McGinn: 11-3 / 11-2
- Kelly Morgan –  Vigdís Ásgeirsdóttir: 11-1 / 11-1
- Catrine Bengtsson –  Marina Yakusheva: 11-5 / 11-4
- Julia Mann –  Irina Koloskova: 5-11 / 11-0 / 11-4
- Christine Magnusson –  Nina Koho: 11-0 / 11-2
- Irina Yakusheva –  Katarzyna Krasowska: 11-4 / 3-11 / 12-9
- Anne Søndergaard –  Suzanne Louis-Lane: 11-6 / 11-4
- Astrid van der Knaap –  Jennifer Williamson: 11-8 / 11-3
- Anne Gibson –  Victoria Wright: 11-7 / 11-1
- Joanne Muggeridge –  Georgy van Soerland: 11-6 / 11-2
- Silvia Albrecht –  Andrea Harsági: 11-8 / 9-4
- Pernille Nedergaard –  Astrid Crabo: 11-1 / 11-2
- Sandra Dimbour –  Stefanie Müller: 8-11 / 12-11 / 11-5
- Marina Andrievskaia –  Malin Virta: 11-2 / 11-6
- Monique Hoogland –  Alison Humby: 11-4 / 10-12 / 11-7
- Lim Xiaoqing –  Elena Nozdran: 11-8 / 11-3
- Camilla Martin –  Kelly Morgan: 11-1 / 11-1
- Catrine Bengtsson –  Julia Mann: 11-8 / 11-5
- Christine Magnusson –  Irina Yakusheva: 11-1 / 11-7
- Astrid van der Knaap –  Anne Søndergaard: 11-6 / 11-5
- Joanne Muggeridge –  Anne Gibson: 11-6 / 11-3
- Pernille Nedergaard –  Silvia Albrecht: 11-5 / 11-5
- Marina Andrievskaia –  Sandra Dimbour: 11-1 / 11-2
- Lim Xiaoqing –  Monique Hoogland: 11-3 / 11-6
- Catrine Bengtsson –  Camilla Martin: 3-11 / 12-10 / 11-7
- Christine Magnusson –  Astrid van der Knaap: 11-2 / 11-4
- Pernille Nedergaard –  Joanne Muggeridge: 11-7 / 11-6
- Lim Xiaoqing –  Marina Andrievskaia: 11-3 / 11-1
- Catrine Bengtsson –  Christine Magnusson: 5-11 / 11-0 / 11-4
- Lim Xiaoqing –  Pernille Nedergaard: 11-1 / 6-11 / 11-6
- Lim Xiaoqing –  Catrine Bengtsson: 11-5 / 12-9

## Herrendoppel
- Jacek Hankiewicz /  Dariusz Zięba –  Richárd Bánhidi /  Gyula Szalai: 17-15 / 17-14
- Sergey Melnikov /  Alexej Sidorov –  Florin Balaban /  Stefan Forton: 15-2 / 15-1
- Christian Nyffenegger /  Thomas Wapp –  Manuel Dubrulle /  Franck Panel: 15-9 / 15-11
- David Gilmour /  Gordon Haldane –  Boris Kessov /  Theodoros Velkos: 15-4 / 15-2
- Kai Mitteldorf /  Uwe Ossenbrink –  Harald Koch /  Jürgen Koch: 15-7 / 15-10
- Hugo Rodrigues /  Fernando Silva –  Aleš Babnik /  Miha Košnik: 15-1 / 15-4
- Russell Hogg /  Kenny Middlemiss –  Jean-Frédéric Massias /  Etienne Thobois: 15-6 / 15-2
- Michael Keck /  Stephan Kuhl –  Árni Þór Hallgrímsson /  Broddi Kristjánsson: 15-10 / 17-16
- Heimo Götschl /  Peter Kreulitsch –  Enrico La Rosa /  Andreas Pichler: 15-3 / 15-7
- Mikhail Korshuk /  Vitaliy Shmakov –  Lawrence Chew Si Hock /  Jorge Rodríguez: 15-9 / 15-11
- Ruud Kuijten /  Pierre Pelupessy –  Robert Mateusiak /  Bogdan Matula: 15-11 / 10-15 / 15-12
- Jim Ronny Andersen /  Øystein Larsen –  Daniel Gaspar /  Petr Janda: 15-17 / 15-10 / 15-2
- Lasse Lindelöf /  Mikael Segercrantz –  Erik Lia /  Trond Wåland: w.o.
- Chris Rees /  David Tonks –  Silvio Jurčić /  Daniel Lacko: w.o.
- Luigi Dalli Cardillo /  Pedro Vanneste –  Guðmundur Adolfsson /  Aivaras Kvedarauskas: w.o.
- Pär-Gunnar Jönsson /  Rikard Magnusson –  John Leung /  Geraint Lewis: 15-2 / 15-4
- Vladislav Druzchenko /  Valeriy Strelcov –  Jacek Hankiewicz /  Dariusz Zięba: 6-15 / 15-9 / 15-4
- Jens Eriksen /  Christian Jakobsen –  Luigi Dalli Cardillo /  Jim van Bouwel: 15-1 / 15-4
- Sergey Melnikov /  Alexej Sidorov –  Christian Nyffenegger /  Thomas Wapp: 4-15 / 15-12 / 15-10
- Simon Archer /  Chris Hunt –  Richard Hobzik /  Tomasz Mendrek: 15-4 / 15-6
- Ron Michels /  Quinten van Dalm –  Michael O’Meara /  Bruce Topping: 10-15 / 15-6 / 15-4
- Kai Mitteldorf /  Uwe Ossenbrink –  Hugo Rodrigues /  Fernando Silva: 15-10 / 18-13
- Russell Hogg /  Kenny Middlemiss –  Chris Rees /  David Tonks: 15-13 / 15-2
- Andrei Antropow /  Nikolai Sujew –  Jyri Aalto /  Jari Eriksson: 15-11 / 15-3
- Michael Keck /  Stephan Kuhl –  Heimo Götschl /  Peter Kreulitsch: 15-7 / 15-5
- Ruud Kuijten /  Pierre Pelupessy –  Mikhail Korshuk /  Vitaliy Shmakov: 15-8 / 17-15
- Nick Ponting /  Julian Robertson –  Mihail Popov /  Svetoslav Stoyanov: 15-6 / 15-6
- Jim Ronny Andersen /  Øystein Larsen –  Luigi Dalli Cardillo /  Pedro Vanneste: 15-6 / 15-8
- Jim Laugesen /  Henrik Svarrer –  Konstantin Tatranov /  Alexandr Tzygankov: 15-11 / 15-0
- Lasse Lindelöf /  Mikael Segercrantz –  David Gilmour /  Gordon Haldane: w.o.
- Jan-Eric Antonsson /  Mikael Rosén –  Róbert Cyprian /  Peter Pudela: w.o.
- Pär-Gunnar Jönsson /  Rikard Magnusson –  Vladislav Druzchenko /  Valeriy Strelcov: 15-5 / 15-3
- Jens Eriksen /  Christian Jakobsen –  Sergey Melnikov /  Alexej Sidorov: 15-7 / 15-1
- Ron Michels /  Quinten van Dalm –  Kai Mitteldorf /  Uwe Ossenbrink: 8-15 / 15-10 / 15-3
- Andrei Antropow /  Nikolai Sujew –  Russell Hogg /  Kenny Middlemiss: 15-6 / 15-1
- Nick Ponting /  Julian Robertson –  Ruud Kuijten /  Pierre Pelupessy: 15-5 / 15-12
- Jim Laugesen /  Henrik Svarrer –  Jim Ronny Andersen /  Øystein Larsen: 15-12 / 15-5
- Simon Archer /  Chris Hunt –  Lasse Lindelöf /  Mikael Segercrantz: w.o.
- Jan-Eric Antonsson /  Mikael Rosén –  Michael Keck /  Stephan Kuhl: w.o.
- Jens Eriksen /  Christian Jakobsen –  Pär-Gunnar Jönsson /  Rikard Magnusson: 15-7 / 15-12 / 16-18
- Simon Archer /  Chris Hunt –  Ron Michels /  Quinten van Dalm: 15-2 / 15-7
- Andrei Antropow /  Nikolai Sujew –  Jan-Eric Antonsson /  Mikael Rosén: 15-11 / 15-7
- Jim Laugesen /  Henrik Svarrer –  Nick Ponting /  Julian Robertson: 15-8 / 15-8
- Simon Archer /  Chris Hunt –  Jens Eriksen /  Christian Jakobsen: 15-12 / 7-15 / 15-12
- Andrei Antropow /  Nikolai Sujew –  Jim Laugesen /  Henrik Svarrer: 15-11 / 6-15 / 15-7
- Simon Archer /  Chris Hunt –  Andrei Antropow /  Nikolai Sujew: 18-16 / 15-4

## Damendoppel
- Nicole van Hooren /  Georgy van Soerland –  Sandra Dimbour /  Christelle Mol: 15-9 / 15-3
- Tove Hol /  Camilla Silwer –  Annemie Buyse /  Heidi Vranken: 15-4 / 15-9
- Tatiana Gerassimovitch /  Vlada Chernyavskaya –  Dorota Borek /  Sylwia Rutkiewicz: 15-2 / 15-5
- Elżbieta Grzybek /  Beata Syta –  Sissel Linderoth /  Gail Osborne: 18-13 / 15-8
- Virginie Delvingt /  Sandrine Lefèvre –  Caroline Persyn /  Anetha Stambolizska: 15-9 / 15-9
- Guðrún Júlíusdóttir /  Birna Petersen –  Emma Duggan /  Sonya McGinn: 17-14 / 15-9
- Elinor Middlemiss /  Jennifer Williamson –  Jitka Lacinová /  Eva Lacinová: 15-11 / 15-6
- Lotte Olsen /  Lisbet Stuer-Lauridsen –  Kelly Morgan /  Rachael Phipps: 15-6 / 15-7
- Jayne Plunkett /  Malin Virta –  Verena Fastenbauer /  Tina Riedl: 15-9 / 17-15
- Jillian Haldane /  Aileen Travers –  Marina Andrievskaia /  Marina Yakusheva: 15-6 / 15-11
- Nicole van Hooren /  Georgy van Soerland –  Vigdís Ásgeirsdóttir /  Markéta Koudelková: 15-3 / 15-1
- Joanne Goode /  Gillian Gowers –  Karen Neumann /  Nicole Baldewein: 15-7 / 15-9
- Maria Bengtsson /  Erica van den Heuvel –  Viktoria Evtushenko /  Tatyana Litvinenko: 15-6 / 15-0
- Tatiana Gerassimovitch /  Vlada Chernyavskaya –  Neli Boteva /  Victoria Wright: 11-15 / 15-5 / 15-1
- Nadezhda Chervyakova /  Irina Yakusheva –  Elżbieta Grzybek /  Beata Syta: 15-5 / 15-2
- Julie Bradbury /  Gillian Clark –  Silvia Albrecht /  Santi Wibowo: 15-1 / 15-3
- Virginie Delvingt /  Sandrine Lefèvre –  Beate Dejaco /  Maria Luisa Mur: 15-7 / 15-1
- Marlene Thomsen /  Anne Mette Bille –  Irina Koloskova /  Elena Nozdran: 15-2 / 15-3
- Guðrún Júlíusdóttir /  Birna Petersen –  Nina Koho /  Nina Sarnesto: 15-10 / 15-8
- Christine Magnusson /  Lim Xiaoqing –  Cristina Savulescu /  Daniela Timofte: 15-2 / 15-1
- Tove Hol /  Camilla Silwer –  Andrea Dakó /  Andrea Harsági: w.o.
- Katrin Schmidt /  Kerstin Ubben –  Emilia Dimitrova /  Diana Koleva: w.o.
- Elinor Middlemiss /  Jennifer Williamson –  Ursa Jovan /  Maja Pohar: w.o.
- Lotte Olsen /  Lisbet Stuer-Lauridsen –  Jayne Plunkett /  Malin Virta: 15-2 / 15-4
- Nicole van Hooren /  Georgy van Soerland –  Jillian Haldane /  Aileen Travers: 15-8 / 15-13
- Joanne Goode /  Gillian Gowers –  Tove Hol /  Camilla Silwer: 15-0 / 15-4
- Maria Bengtsson /  Erica van den Heuvel –  Tatiana Gerassimovitch /  Vlada Chernyavskaya: 15-0 / 15-5
- Julie Bradbury /  Gillian Clark –  Nadezhda Chervyakova /  Irina Yakusheva: 15-4 / 15-8
- Marlene Thomsen /  Anne Mette Bille –  Virginie Delvingt /  Sandrine Lefèvre: 15-4 / 15-4
- Katrin Schmidt /  Kerstin Ubben –  Guðrún Júlíusdóttir /  Birna Petersen: 15-4 / 15-1
- Christine Magnusson /  Lim Xiaoqing –  Elinor Middlemiss /  Jennifer Williamson: w.o.
- Lotte Olsen /  Lisbet Stuer-Lauridsen –  Nicole van Hooren /  Georgy van Soerland: 15-0 / 15-10
- Maria Bengtsson /  Erica van den Heuvel –  Joanne Goode /  Gillian Gowers: 8-15 / 15-3 / 15-4
- Julie Bradbury /  Gillian Clark –  Marlene Thomsen /  Anne Mette Bille: 11-15 / 15-11 / 15-5
- Christine Magnusson /  Lim Xiaoqing –  Katrin Schmidt /  Kerstin Ubben: 15-10 / 15-10
- Lotte Olsen /  Lisbet Stuer-Lauridsen –  Maria Bengtsson /  Erica van den Heuvel: 15-2 / 15-8
- Christine Magnusson /  Lim Xiaoqing –  Julie Bradbury /  Gillian Clark: 15-11 / 12-15 / 18-14
- Christine Magnusson /  Lim Xiaoqing –  Lotte Olsen /  Lisbet Stuer-Lauridsen: 17-14 / 15-12

## Mixed
- Russell Hogg /  Aileen Travers –  Stefan de Rijcke /  Annemie Buyse: 15-4 / 15-12
- Bruce Topping /  Sonya McGinn –  Bogdan Matula /  Dorota Borek: 15-8 / 15-12
- Quinten van Dalm /  Nicole van Hooren –  Kai Mitteldorf /  Katrin Schmidt: 12-15 / 15-11 / 15-13
- Pär-Gunnar Jönsson /  Maria Bengtsson –  Julian Robertson /  Julie Bradbury: 6-15 / 15-5 / 15-6
- Valeriy Strelcov /  Viktoria Evtushenko –  Manuel Dubrulle /  Virginie Delvingt: 15-5 / 13-18 / 18-17
- Sergey Melnikov /  Nadezhda Chervyakova –  Jorge Rodríguez /  Francine Carrel: 15-7 / 15-7
- Daniel Gaspar /  Jitka Lacinová –  Mihail Popov /  Emilia Dimitrova: 11-15 / 15-11 / 15-6
- Gordon Haldane /  Jillian Haldane –  Ruud Kuijten /  Georgy van Soerland: 15-11 / 3-15 / 15-10
- Broddi Kristjánsson /  Birna Petersen –  Heimo Götschl /  Tina Riedl: 15-8 / 15-10
- Chris Hunt /  Gillian Gowers –  Enrico La Rosa /  Maria Luisa Mur: 15-0 / 15-2
- Alexej Sidorov /  Irina Yakusheva –  Michael O’Meara /  Emma Duggan: 9-15 / 15-10 / 15-3
- Chris Rees /  Rachael Phipps –  Stephan Kuhl /  Kerstin Ubben: 12-15 / 15-7 / 17-14
- Jens Eriksen /  Anne Mette Bille –  Boris Kessov /  Victoria Wright: 15-2 / 15-0
- David Tonks /  Kelly Morgan –  Jim van Bouwel /  Heidi Vranken: 15-9 / 15-11
- Mikael Segercrantz /  Nina Sarnesto –  Jim Ronny Andersen /  Camilla Silwer: 15-6 / 8-15 / 15-8
- Jürgen Koch /  Irina Serova –  Nicusor Vintila /  Luminita Dan: 15-0 / 15-1
- Nick Ponting /  Joanne Goode –  Konstantin Tatranov /  Irina Koloskova: 15-3 / 15-7
- Richárd Bánhidi /  Andrea Dakó –  Guðmundur Adolfsson /  Vigdís Ásgeirsdóttir: 15-12 / 15-6
- Vitaliy Shmakov /  Tatiana Gerassimovitch –  Lawrence Chew Si Hock /  Santi Wibowo: 7-15 / 15-8 / 15-4
- Svetoslav Stoyanov /  Diana Koleva –  Mustafa Babacan /  Gul Simsek: 15-2 / 15-2
- Ron Michels /  Erica van den Heuvel –  Petr Janda /  Diana Stadniková: 15-5 / 15-2
- Pedro Vanneste /  Caroline Persyn –  John Leung /  Gail Osborne: 15-3 / 15-8
- Michael Keck /  Karen Neumann –  Kenny Middlemiss /  Elinor Middlemiss: 15-5 / 18-16
- Pierre Pelupessy /  Monique Hoogland –  Alexandr Tzygankov /  Elena Nozdran: 11-15 / 15-7 / 15-10
- Christian Jakobsen /  Lotte Olsen –  Graham Henderson /  Jayne Plunkett: 15-8 / 15-7
- Nikolai Sujew /  Marina Andrievskaia –  Peter Kreulitsch /  Verena Fastenbauer: 15-4 / 15-3
- Simon Archer /  Joanne Davies –  Silvio Jurčić /  Andrea Jurčić: 15-0 / 15-0
- Robert Mateusiak /  Elżbieta Grzybek –  Árni Þór Hallgrímsson /  Guðrún Júlíusdóttir: 15-8 / 4-15 / 15-6
- Michael Søgaard /  Catrine Bengtsson –  Andrej Pohar /  Maja Pohar: w.o.
- Richard Hobzik /  Markéta Koudelková –  Øystein Larsen /  Sissel Linderoth: w.o.
- Quinten van Dalm /  Nicole van Hooren –  Bruce Topping /  Sonya McGinn: 15-3 / 15-11
- Pär-Gunnar Jönsson /  Maria Bengtsson –  Valeriy Strelcov /  Viktoria Evtushenko: 15-6 / 15-5
- Sergey Melnikov /  Nadezhda Chervyakova –  Daniel Gaspar /  Jitka Lacinová: 15-8 / 9-15 / 15-10
- Michael Søgaard /  Catrine Bengtsson –  Gordon Haldane /  Jillian Haldane: 15-3 / 10-15 / 15-11
- Richard Hobzik /  Markéta Koudelková –  Broddi Kristjánsson /  Birna Petersen: 18-16 / 3-15 / 15-9
- Chris Hunt /  Gillian Gowers –  Alexej Sidorov /  Irina Yakusheva: 15-3 / 15-3
- Jens Eriksen /  Anne Mette Bille –  Chris Rees /  Rachael Phipps: 15-1 / 15-2
- Mikael Segercrantz /  Nina Sarnesto –  David Tonks /  Kelly Morgan: 15-4 / 15-12
- Jürgen Koch /  Irina Serova –  Nick Ponting /  Joanne Goode: 15-11 / 15-6
- Vitaliy Shmakov /  Tatiana Gerassimovitch –  Richárd Bánhidi /  Andrea Dakó: 15-7 / 15-10
- Ron Michels /  Erica van den Heuvel –  Svetoslav Stoyanov /  Diana Koleva: 15-0 / 15-6
- Michael Keck /  Karen Neumann –  Pedro Vanneste /  Caroline Persyn: 15-7 / 15-3
- Christian Jakobsen /  Lotte Olsen –  Pierre Pelupessy /  Monique Hoogland: 15-13 / 15-4
- Simon Archer /  Joanne Davies –  Nikolai Sujew /  Marina Andrievskaia: 13-18 / 15-6 / 15-11
- Jan-Eric Antonsson /  Astrid Crabo –  Robert Mateusiak /  Elżbieta Grzybek: 15-1 / 15-11
- Russell Hogg /  Aileen Travers –  Peter Axelsson /  Marlene Thomsen: w.o.
- Quinten van Dalm /  Nicole van Hooren –  Russell Hogg /  Aileen Travers: 15-10 / 15-4
- Pär-Gunnar Jönsson /  Maria Bengtsson –  Sergey Melnikov /  Nadezhda Chervyakova: 15-7 / 15-8
- Michael Søgaard /  Catrine Bengtsson –  Richard Hobzik /  Markéta Koudelková: 15-4 / 15-3
- Jens Eriksen /  Anne Mette Bille –  Chris Hunt /  Gillian Gowers: 15-7 / 15-3
- Jürgen Koch /  Irina Serova –  Mikael Segercrantz /  Nina Sarnesto: 15-0 / 15-5
- Ron Michels /  Erica van den Heuvel –  Vitaliy Shmakov /  Tatiana Gerassimovitch: 15-7 / 15-8
- Christian Jakobsen /  Lotte Olsen –  Michael Keck /  Karen Neumann: 15-3 / 15-6
- Jan-Eric Antonsson /  Astrid Crabo –  Simon Archer /  Joanne Davies: 15-12 / 15-10
- Pär-Gunnar Jönsson /  Maria Bengtsson –  Quinten van Dalm /  Nicole van Hooren: 15-6 / 15-6
- Michael Søgaard /  Catrine Bengtsson –  Jens Eriksen /  Anne Mette Bille: 15-8 / 18-16
- Ron Michels /  Erica van den Heuvel –  Jürgen Koch /  Irina Serova: 18-15 / 5-15 / 17-16
- Christian Jakobsen /  Lotte Olsen –  Jan-Eric Antonsson /  Astrid Crabo: 15-6 / 11-15 / 15-9
- Michael Søgaard /  Catrine Bengtsson –  Pär-Gunnar Jönsson /  Maria Bengtsson: 15-6 / 15-6
- Christian Jakobsen /  Lotte Olsen –  Ron Michels /  Erica van den Heuvel: 15-5 / 15-2 / 16-17
- Michael Søgaard /  Catrine Bengtsson –  Christian Jakobsen /  Lotte Olsen: 15-6 / 15-9

## Mannschaften

### Endstand
- 1.  Schweden
- 2.  Dänemark
- 3.  England
- 4.  Russland
- 5.  Deutschland
- 6.  Niederlande
- 7.  Schottland
- 8.  Polen
- 9.  Wales
- 10.  Finnland
- 11.  Norwegen
- 12.  Österreich
- 13.  Island
- 14.  Ukraine
- 15.  Tschechien
- 16.  Bulgarien
- 17.  Schweiz
- 18.  Irland
- 19.  Belgien
- 20.  Frankreich

## Medaillenspiegel
| Pos. | Land        | Gold | Silber | Bronze | Total |
| ---- | ----------- | ---- | ------ | ------ | ----- |
| 1    | Schweden    | 3,5  | 2      | 3,5    | 9     |
| 2    | Dänemark    | 1,5  | 3      | 3      | 7,5   |
| 3    | England     | 1    | 0      | 3      | 4     |
| 4    | Russland    | 0    | 1      | 0      | 1     |
| 5    | Niederlande | 0    | 0      | 1,5    | 1,5   |